# Abadia de Sant Jaume
L'abadia de sant Jaume anomenada més tard Sant Jaume de Jocu (Saint -Jacques de Joucou) fou un monestir i abadia testimoniat al segle ix (fundat a finals del VIII o començament del IX), situat a la vora del rierol Rabenti (Rébenty), al país de Sault que era part del comtat de Rasès, al municipi de Jocon. El nom Jocu (Joucou en francès) es suposa tradicionalment que deriva del llatí jocundus (agradable) sent una deformació de Monasterium Santi Jacobi e Jocundo.
El primer testimoni és del 873: l'arquebisbe Sigebud de Narbona va consagrar el 17 de setembre del 873 l'església de Nostra Senyora de Formiguera, al comtat de Rasès (al Capcir) que els comtes Miró el Vell i el seu germà Guifré i els comtes Oliba II de Carcassona i el seu germà Acfred I de Carcassona havien fet construir per la salvació de les seves ànimes i les dels seus pares i de la que van fer donació tot seguit a l'abat Gulfaric del monestir de Sant Jaume que estava present.
El priorat de Nostra Senyora de Formiguera va dependre de l'abadia almenys fins al segle xi. L'abadia tenia dependències a Donasà al Capcir com l'assenyala Nostra Senyora o Santa Maria de Formigueres, Sant Salvador dels Àngels i altres, i algunes força llunyanes al monestir central; a la rodalia d'aquesta controlava les parròquies de la vall del Rébenty i del petit altiplà (Marsa, Gébets, Mérial, Niort, La Fajole, Mazuby, Galinagues, Aunat, Bessede…). El monestir fou benedictí fins que el 1317 el papa Joan XXII el va unir al nou bisbat d'Alet passant la jurisdicció de Narbona a l'Alet. El 1459, ja en declivi, fou unit a la col·legiata de Sant Pau de Fenolleda. Es coneixen, des de 873, fins a 21 abats.
Actualment ja només resten les ruïnes de l'absis de l'església abacial prolongant-se al jardí del presbiteri.